# Coelioxys capitata
Coelioxys capitata är en biart som beskrevs av Smith 1854. Coelioxys capitata ingår i släktet kägelbin, och familjen buksamlarbin. Inga underarter finns listade i Catalogue of Life.